# Београдски пантомимичари (неформална трупа)
Београдски пантомимичари су београдска позоришна неформална трупа. Ова трупа настала је 1994. када се Марко Стојановић вратио из Париза и почео да наступа у Србији, односно тадашњој Савезној Републици Југославији. У почетку је наступао сам или у сарадњи са колегама које је обучавао.

## Активности неформалне трупе Београдских пантомимичара

### Школа пантомиме
У наступе укључује и поједине студенте глуме којима предаје на Академији лепих уметности. У то време отпочиње са повременим радом и
"Школа пантомиме Марка Стојановића", да би потом прерасла у "MarkoS Art of Mime" , а данас је позната у јавности као Београдска школа пантомиме и Школа пантомиме - Музика тишине, у склопу пројекта обуке младих оштећеног слуха за професионално бављење пантомимом
"Музика тишине".

### Трупа "Буфа"
У новембру 1994 Марко Стојановић оснива Агенцију за маркетинг и продукцију "Агенција Буфа". Наредних пет година неформална позоришна "Трупа Буфа" реализује две целовечерње представе и то без речи: прва представа била је Чекајући небо у копродукцији са Фестивалом монодраме и пантомиме у Земуну, а друга представа је била Марко узвраћа ударац, у сарадњи са Малим позориштем Душко Радовић у Београду.

### 21. Фестивал монодраме и пантомиме 1996.
Заједничком сарадњом између Марка Стојановића и Агенције Буфа, организоване су тродневне радионице пантомиме које су водили Иван Клеменц, Марко Стојановић и студенти школе Марсел Марсоа из Париза, захваљујући којима је учешће студената ове школе иницирано и суорганизовано на 21. Фестивалу монодраме и пантомиме у Земуну.

### Чекајући небо
Комична мелодрама без речи Чекајући небо, режирана од стране аустралијског редитеља Стивена Егњуа, рађена по либрету Златка Марушића настала је у копродукцији са Фестивалом. У великој сали Народног позоришта у Земуну 21.јуна 1996. наступили су примабалерина Народног позоришта у Београду Милица Бијелић и Марко Стојановић. Ова представа се надаље приказивала на редовном репертоару Малог позоришта
"Душко Радовић" све до 1998. Након Милице Бијелић у улози примабалерине Народног позоришта у Београду наступале су Далија Иманић и Ана Игњатовић.

### Прва представа на интернету
Чекајући небо била је прва српска представа са презентацијом на интернету 1997. Дејан Калинић је био задужен за дизајн и израду сајта који је реализован у сарадњи са Еунет-ом и њиховим тадашњим порталом www.webcity.yu.net .

### Офер Блум у Србији
Офер Блум и Марко Стојановић, пријатељи са класе из Школе Марсел Марсоа у Паризу, састају се у Београду у јуну 1998. У сарадљи са
Змајевим дечијим играма у Новом Саду и Барлет фестивалом у Барајеву, Агенција Буфа и Марко Стојановић заједнички организују мини турнеју Оферу Блуму у Србији, тадашњој СРЈ. Такође, заједнички су наступили у Новом Саду на Змајевим дечијим играма, где је уједно одржана и радионица тим поводом, као и на Барлет фестивалу у Барајеву .

### Против рака у два чина
У Београду су 1998. организовали Хуманитарно вече "Против рака у два чина" у Малом позоришту Душко Радовић. Том приликом изведене су представе "Мој живот" Офера Блума, као и "Чекајући небо". Представе су изведене једна за другом у присуству ЊЕ Амбасадора Израела у СРЈ. С обзиром да су представе биле хуманитарног карактера, улазнице су платили сви, укључујући и представнике медија, новинаре, запослене у позоришту и оне који су били на сцени. Сав приход без одбитака био је намењен Дечијем одељењу Института за онкологију и радиологију Србије. Офер и Марко су том приликом обишли Одељење и забављали децу која су се тада лечила болнички .

### Карта за срећу на РТС-у
Марко Стојановић је добио позив да креира серијал кратких пантомимских ТВ скечева у емисији Маркетинг експрес, која је била емитована суботом на првом програму РТС-а. У то време он је већ имао низ запажених наступа на другим телевизијама на локалном и регионалном нивоу.
Тај скеч је такође био основ за питање у наградној игри "Карта за срећу". Упркос чињеници да је Марко Стојановић наступао сам под својим, а не под именом Агенције или Трупе Буфа, овај серијал био је веома значајан за популаризацију пантомиме у Србији.

### Марко узвраћа ударац
После стотинак извођења у земљи и иностранству и изванредног успеха за једну "пантомимску представу" 1998. реализована је историјска комедија без речи, тзв. шпагети вестерн у немом десетерцу Марко узвраћа ударац. Либрето су написали Срђан Кољевић и Петар Грујичић, представу је режирао Стивен Егњу. Поред Марка Стојановића у улози Марка Краљевића играли су и Димитрије Илић у улози Шарца, Никола Булатовић у улози Црног Арапина, Ана Игњатовић као Арапинова љуба и Данијела Врањеш, а касније Тања Бијелић као Вила Равијојла.
Ова представа имала је озбиљан одјек у медијима, али је одиграна само неколико пута, услед одслужења војног рока Марка Стојановића а касније током НАТО бомбардовања 1999. Међутим представа никада није објављена.
Са гашењем представе "Марко узвраћа ударац" уједно је и угашена Агенција, односно Трупа Буфа. Марко Стојановић наставља са соло наступима након ових дешавања.

### Асоцијација уметности и медија - Помоћ за младе и здравље
Марко Стојановић оснива 1.1.2001. са породицом и пријатељима удружење Асоцијацију уметности и медија - Помоћ за младе и здравље.
АУМ-ПМЗ је непрофитна и невладина организација која окупља уметнике и професионалце из медија са угроженим особама. Основна опредељења Асоцијације су млади, њихово здравље и добробит.
Веома брзо у оквиру Асоцијације почиње да функционише ”Клуб љубитеља пантомиме” који има за циљ да окупи људе из уметности и медија који својим утицајем могу да помогну промовисању пантомиме у Србији (СРЈ, СЦГ).